# Spreadshirt
Spread Group（sprd.net AG 的呼叫名称）旗下囊括了五个国际化运营的电商平台，总部位于德国莱比锡和美国格林斯堡，并在波兰莱格尼察、捷克克鲁普卡和美国亨德森均设有生产基地。它成立于2002年，前身是一家名为“Spreadshirt”的学生创业公司。现在，该企业集团中包括：Spreadshirt Create Your Own、Spreadshirt Marketplaces、Spreadshop、TeamShirts和SPOD（Spreadshirt 按需打印）。
这家社交商务企业通过其“Spreadshirt”品牌为用户提供在线平台，借助该平台，用户不仅可以设计和购买T恤，还可以在市场上对其进行销售。功能全面的Spreadshop品牌在线商店系统可以确保每位用户都能创建自己的T恤商店，并在必要时将其整合到现有网站中。借助TeamShirts品牌，各种团队都可以设计出合适的团队服装样式，而外部在线商店系统（如Shopify）的用户则可以通过SPOD（Spreadshirt 按需打印）向Spread Group的生产厂家下单。
所有的业务往来都是通过互联网进行的：店铺经营者通过互联网上传自己选中的图案、标识等，并将其用于产品设计。然后，Spread Group承担在线商品销售的所有必要职能，包括仓储、生产、运输、付款处理及客户服务。

## 历史
Spread Group由Lukasz Gadowski和Matthias Spieß于2001年成立，当时仍以“Spreadshirt”为名。Spieß那时已经有了创办公司的经验 。另一位总经理Michael Petersen在2004年夏天以合伙人的身份加入公司。2006年，企业法律形式由GmbH变更为AG。Spreadshirt的总部位于莱比锡普拉格维茨。此外，在欧洲其他城市也设有办事处和生产网点：柏林（德国）、莱格尼察（波兰）、克鲁普卡（捷克）。2015年，在莱比锡、莱格尼察以及格林斯堡（宾夕法尼亚州）和亨德森（内华达州）的两个美国分公司之外，第五个生产基地也在克鲁普卡建成。 
2006年7月，伦敦的风险投资公司Accel Partners投资了Spreadshirt。部分资金用于收购法国企业laFraise，该公司曾在互联网上持续举办欧洲最大的T恤设计大赛。laFraise公司于2014年7月关闭。但其爱尔兰子公司La Fraise Ltd.仍然保持着正常经营状态。
2007年8月1日，Gadowski辞去Spread Group董事会主席的职位，转而从2008年开始担任监事会主席。Gadowskis的继任者是美国人Jana Eggers，她直到2010年11月一直担任着Spread Group的CEO。2011年5月，前首席营销官Philip Rooke被任命为CEO。目前的董事会成员包括CEO Philip Rooke和CFO Tobias Schaugg，联合创始人和前任(CTO) Matthias Spieß转入监事会(截至2014年7月)。从2021年4月1日起，Julian de Grahl博士将成为Spread Group的新 CEO。
2014年7月，在Spreadshirt.de之外，Spread Group还包括了来自Deutsche Druckservice（德国印刷服务）的企业品牌 Yink，Spreadshirt后来凭借其获得了大量订单。从 2004 年到现在，该服务一直是 Spreadshirt 的保留营业内容。
2016 年 1 月 7 日，Spread Group 决定关闭位于莱比锡的生产基地。Spreadshirt Manufacturing Deutschland GmbH 的 26 名员工因此被辞退。 莱比锡的产量只占欧洲总产量的 10%。 在莱格尼察（波兰）和克鲁普卡（捷克）还有其他生产基地。经过短暂的谈判，再次取消了生产员工的休假，现在 Spread Group 已重新开始在莱比锡进行生产。

## 事实和数据
•	Spread Group 目前在欧洲市场拥有超过 800 万种的 T 恤设计 ，可以在 200 多种不同的产品上进行各种组合。
•	2019 年营业额达到了 1.31 亿欧元。Spread Group 总共向 170 多个国家和地区运送了 640 多万件印刷产品。 

## 获奖情况
•	2013 年，Spreadshirt 系列获得最佳商业奖 (Best in Biz Awards ) 产品线类银奖 
•	OnlineStar 2006：Lukasz Gadowski 获得“年度创始人”特别奖 
•	Europe’s Top 500 (2006)：在欧洲发展最快的中型企业中排名第 5，在德国排名第 1
•	2005 年德国互联网大奖：联邦经济劳动部所颁布的奖项

## 用户作品被指辱华
2017年3月8日，中共黨報《环球时报》援引《赫芬顿邮报》7日的报道称，Spreadshirt两款T恤涉嫌歧视中国人。两个用户在Spreadshirt上设计了两款文化衫，上面印有“救一只狗，吃一个中国人”（英語：Save a dog, eat a Chinese）、“救一条鲨鱼，吃一个中国人”（英語：Save a shark, eat a Chinese）的口号。报道称，这是影射中国人吃狗肉和鱼翅。有西方学者认为不应用“侮辱、诋毁和丑化”中国人的方式提倡保护野生动物。Spreadshirt让用户自己设计和销售定制服装，发言人表示，这并不代表公司的立场。
3月9日，中华人民共和国驻德国大使馆声明，要求 Spreadshirt 立即停止出售“辱华”T恤、停止“纵容辱华行为”，还要求德国监管部门加强管束，“以免伤害两国人民之间的感情”。